# Россит, Дезире
Дезире Россит (итал. Desirée Rossit; род. 19 марта 1994 года, Удине, Италия) — итальянская прыгунья в высоту, участница летних Олимпийских игр в Рио-де-Жанейро.

## Биография и карьера
В детстве Россит занималась конным спортом, плаванием и гимнастикой. В 2006 году она начала заниматься лёгкой атлетикой под началом тренера Партиции Дзордзеноне в спортивном клубе «Удинезе». Россит училась в художественной школе в Удине, специализировалась на фотографии. В декабре 2012 года Россит стала заниматься в спортивной школе полиции с тренером Лукой Тосо. С 2014 года она начала тренироваться в Порденоне вместе с Алессией Трост под руководством тренера Джанфранко Чессы.
В 2015 году Россит, показав результат 1,86 метра, стала чемпионкой Италии в прыжках в высоту. В том же году на чемпионате Европы среди юниоров (до 23 лет) заняла шестое место, прыгнув на 1,84 метра в высоту. Это же место разделила со своей соотечественницей Алессией Трост на чемпионате Европы в Амстердаме, прыгнув на 1,89 метра. 10 июня 2016 года в Брессаноне Россит установила личный рекорд, прыгнув на 1,97 метра в высоту. На тот момент это был лучший результат сезона в мире. В том же году Дезире выступила на своих дебютных Олимпийских играх. В квалификации она прыгнула на 1,94 метра и попала в финал, где с результатом 1,88 метра заняла лишь 16-е место.